# Kopčany
Kopčany este o comună slovacă, aflată în districtul Skalica din regiunea Trnava. Localitatea se află la altitudinea de 163 m deasupra n.m., se întinde pe o suprafață de 21,81 km2 și în 2017 număra 2.582 de locuitori.

## Istoric
Localitatea Kopčany este atestată documentar din 1392.

## Demografie
| An:                | 1994 | 2004   | 2014   | 2024   |
| ------------------ | ---- | ------ | ------ | ------ |
| Număr de persoane: | 2422 | 2584   | 2580   | 2553   |
| Diferență:         |      | +6,68% | −0,15% | −1,04% |

| An:                | 2023 | 2024   |
| ------------------ | ---- | ------ |
| Număr de persoane: | 2567 | 2553   |
| Diferență:         |      | −0,54% |